# De toi
Singles de Gérard Lenorman
Il
(1971) Le Petit Prince
(1972)
Pistes de Les Matins d'hiver
Il
(1) La Fête des fleurs
(3)
De toi est une chanson interprétée par Gérard Lenorman en 1972. Écrite et composée par Daniel Seff et Richard Seff, elle paraît sur l'album Les Matins d'hiver la même année.

## Liste des titres
France 45 tours (1972)
| No | Titre                             | Paroles                   | Musique                   | Durée |
| -- | --------------------------------- | ------------------------- | ------------------------- | ----- |
| 1. | De toi                            | Daniel Seff, Richard Seff | Daniel Seff, Richard Seff | 3:15  |
| 2. | Plus de soleil "au lever de jour" | Daniel Seff, Richard Seff | Daniel Seff, Richard Seff | 2:35  |

## Classements et certifications
| Classement (1972–73)                    | Meilleure position |
| --------------------------------------- | ------------------ |
| Belgique (Wallonie Ultratop 50 Singles) | 5                  |
| France (IFOP)                           | 2                  |
| Suisse romande (RSR)                    | 1                  |
| Turquie (Hey Top 40)                    | 22                 |

| Classement (1972) | Position |
| ----------------- | -------- |
| France (IFOP)     | 15       |

### Certifications
| Pays          | Certification | Date | Ventes  |
| ------------- | ------------- | ---- | ------- |
| France (SNEP) | Or            | 1972 | 500 000 |

## Reprises et adaptations
- Conny Vandenbos, adaptation en néerlandais sous le titre Voor een kind alleen, en 1972.
- Maurane en duo avec Gérard Lenormand, pour son album Duos de mes chansons, en 2011.
- Gérard Lenormand, adaptation en allemand sous le titre Für dich, en 1998.